# Aziz Bouhaddouz
Aziz Bouhaddouz (ur. 30 marca 1987 w Berkane) – marokański piłkarz grający na pozycji napastnika. Od 2016 jest zawodnikiem klubu FC St. Pauli.

## Kariera piłkarska
Swoją karierę piłkarską Bouhaddouz rozpoczął w klubie FC Dietzenbach Następnie trenował w SpVgg 03 Neu-Isenburg i FSV Frankfurt. W 2006 roku awansował do pierwszej drużyny FSV i w sezonie 2006/2007 zadebiutował w niej w Oberlidze. W debiutanckim sezonie awansował z FSV do Regionalligi. W sezonie 2008/2009 był wypożyczony do FC Erzgebirge Aue.
W sezonie 2011/2012 Bouhaddouz występował w klubie SV Wehen w 3. lidze. Z kolei w sezonie 2012/2013 grał w FC Viktoria Köln w Regionallidze. W sezonie 2013/2014 był piłkarzem rezerw  Bayeru 04 Leverkusen.
Latem 2014 roku Bouhaddouz przeszedł do SV Sandhausen. Swój debiut w nim zaliczył 3 sierpnia 2014 w przegranym 0:1 wyjazdowym meczu z SV Darmstadt 98. W Sandhausen grał przez dwa lata.
W 2016 roku Bouhaddouz został zawodnikiem FC St. Pauli. Zadebiutował w nim 8 sierpnia 2016 w przegranym 1:2 wyjazdowym spotkaniu z VfB Stuttgart. W debiucie zdobył gola.
| Sezon   | Klub                   | Kraj   | Rozgrywki             | Mecze | Gole |
| ------- | ---------------------- | ------ | --------------------- | ----- | ---- |
| 2007/08 | FSV Frankfurt          | Niemcy | Oberliga              | 3     | 2    |
| 2007/08 | FSV Frankfurt          | Niemcy | Regionalliga          | 10    | 0    |
| 2008/09 | FC Erzgebirge Aue      | Niemcy | 3. liga               | 9     | 1    |
| 2009/10 | FSV Frankfurt II       | Niemcy | Hessenliga            | 20    | 23   |
| 2010/11 | FSV Frankfurt          | Niemcy | 2. Fußball-Bundesliga | 19    | 1    |
| 2010/11 | FSV Frankfurt II       | Niemcy | Regionalliga          | 18    | 10   |
| 2011/12 | SV Wehen               | Niemcy | 3. liga               | 27    | 4    |
| 2012/13 | FC Viktoria Köln       | Niemcy | Regionalliga          | 26    | 14   |
| 2013/14 | Bayer 04 Leverkusen II | Niemcy | Regionalliga          | 27    | 24   |
| 2014/15 | SV Sandhausen          | Niemcy | 2. Fußball-Bundesliga | 28    | 9    |
| 2015/16 | SV Sandhausen          | Niemcy | 2. Fußball-Bundesliga | 28    | 9    |
| 2016/17 | FC St. Pauli           | Niemcy | 2. Fußball-Bundesliga |       |      |

## Kariera reprezentacyjna
W reprezentacji Maroka Bouhaddouz zadebiutował 31 sierpnia 2016 roku w zremisowanym 0:0 towarzyskim meczu z Albanią. W 2017 roku został powołany do kadry na Puchar Narodów Afryki 2017.